# Restsuiker
Restsuikers zijn de suikers (zoals druivensuiker en vruchtensuiker) die in wijn aanwezig zijn. Bij het maken van wijn wordt gestreefd naar een gewenste balans tussen de hoeveelheden van restsuikers en van zuren.
De hoeveelheden restsuikers die per liter aanwezig zijn, bepalen het type van de wijn. De normen hiervoor verschillen per land of per wijnstreek, en zijn soms ook afhankelijk van de hoeveelheid zuren (appelzuur, melkzuur, koolzuur, tannine) in de wijn. 
- Droge wijn is wijn met weinig restsuiker.
- Zoete wijn heeft het hoogste gehalte aan restsuikers.

Hiertussen liggen, wat gehalte aan restsuikers betreft, de halfdroge en de halfzoete wijnen. De voorschriften voor de waarden variëren per land en per wijnstreek.
Rode wijn bevat ongeveer 1,5 gram suikers per glas. Zoete witte wijn bevat bijna 6 gram suikers per glas. Droge witte wijn bevat slechts zo'n 0,6 gram suikers per glas. Roséwijn bevat 2,5 gram suikers per glas.